# Historický obvod Paradise

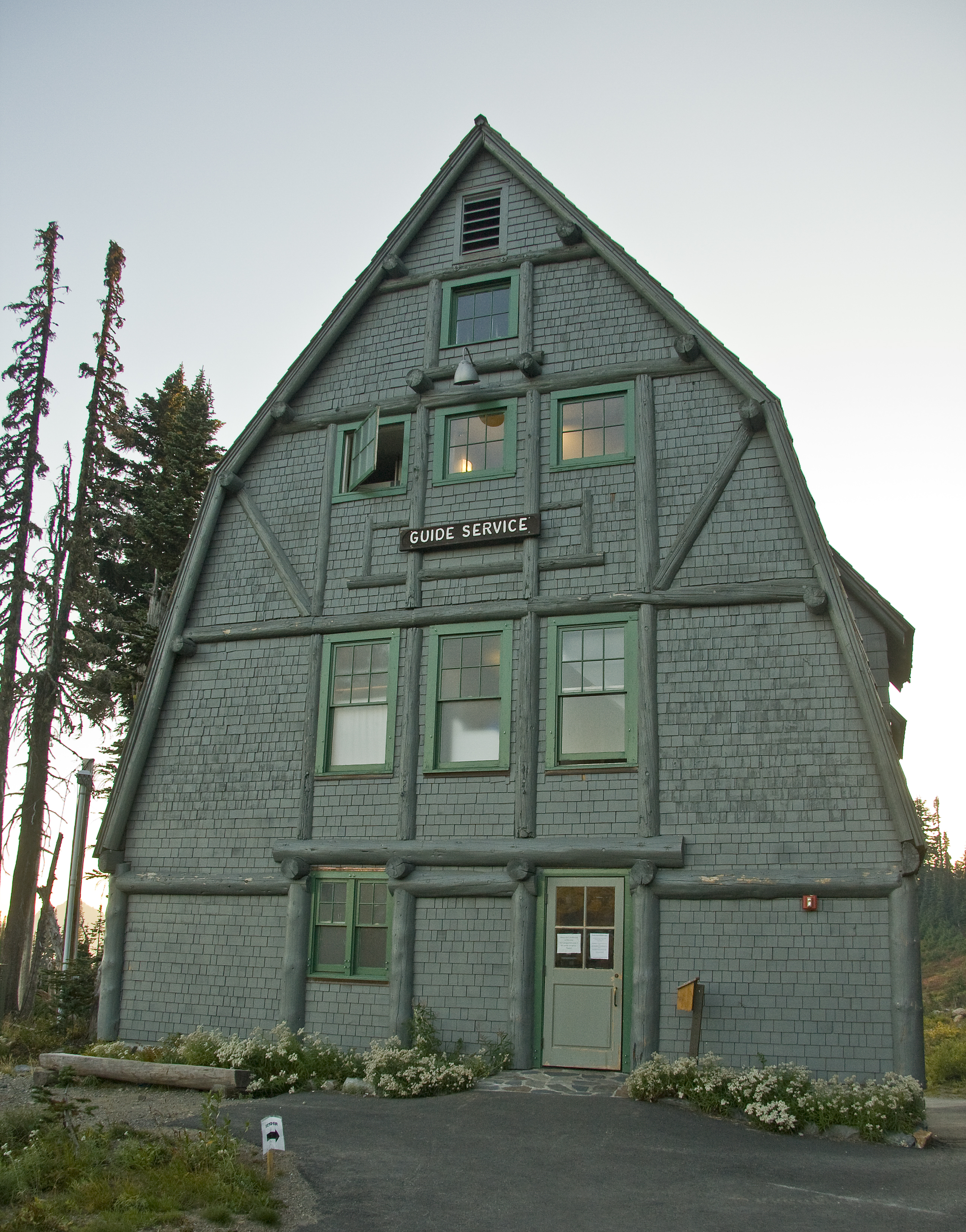
Ubytovna průvodců.

Historický obvod Paradise obsahuje historickou část obce Paradise v národním parku Mount Rainier. Obvod se nachází v subalpinském terénu a obklopuje Paradise Inn, hotel byl postaven roku 1917 v rustikálním stylu. Paradise Inn je národní historická památka. Do obvodu patří dalších pět budov, v březnu 1991 byl zařazen do národního rejstříku historických míst. Jde o část národního historického památkového obvodu Mount Rainier, jenž chrání všechny budovy rustikálního stylu v parku.

## Obvod
V roce 1885 oblast utrpěla obrovský požár, který zanechal mnoho stříbrného dřeva, pocházejícího především z cypřišku nutkajského. Většina dřeva byla sklizena ke stavbě budov, zejména samotného hotelu Paradise Inn. Jedny z největších atrakcí oblasti jsou divoké louky nad zastavěným územím. Výstavbu v oblasti zajistila společnost Rainier National Park Company, která v roce 1917 postavila Paradise Inn, v roce 1920 přidala přístavbu k hotelu a dům pro průvodce. Tři další budovy postavila Správa národních parků.
V oblasti se kdysi nacházelo 215 dřevěných srubů z roku 1930, které sloužily k ubytování a byly otevřeny celoročně. V roce 1942 byly prodány k ubytování obranných jednotek. Částí programu zvaného Mise 66 bylo navrhnout oblast jako denní území a zbořit Paradise Inn. Veřejný tlak ale přiměl Správu národních parků ochránit a hotel zrenovovat. Sruby byly v červnu 1965 úmyslně spáleny, aby vzniklo místo pro parkoviště pro turistické centrum Henryho M. Jacksona.

## Budovy
Paradise Inn je velký hotel s nápadnou střechou, ve které se nachází ložnice, z roku 1917. Byl postaven v alpínské variantě rustikálního stylu. Uvnitř se nachází obnažené klády a velká hala, naproti které je umístěn ručně vyráběný kládový nábytek. Na severovýchodě haly se nachází čtrnáct dveří, vedle kterých se nachází kládové opory, které drží střechu při velkém náporu sněhu. Hotel navrhla firma Heath, Grove and Bell z Tacomy. Osmadvacet pokojů pro hosty se nachází v křídle nad jídelnou, zatímco další křídlo obsahuje pokoje a apartmá.
Paradise Inn Annex byl postaven roku 1920 pod původním hotelem. Tří a půl patrová dřevěná budova je spojená s hlavním hotelem vícepatrovou lávkou. Architektem byl seattleský Harlan Thomas, ale finální verze byla menší než jeho původní návrh, který zahrnoval 91 metrů dlouhou budovu s centrálním pavilonem a stavbou z obnažených klád. Nakonec bylo postaveno jen jižní křídlo budovy, jejíž konstrukce byla zjednodušena na rovné dřevo, a konečné rozměry jsou 13x38 metrů.
Budova průvodců je tří a půl patrová dřevěná budova naproti hotelu Paradise Inn. V roce 1920 ji postavila Správa národních parků s jednoduchou mansardovou střechou. V budově se ubytují horští průvodci a nachází se zde malý sál s pódiem. Zatímco v přízemí jsou kanceláře, v horních patrech se nachází ubytovací prostory.
Paradiská stanice rangerů je malá, jeden a půl patrová budova se strmou střechou s cedrovými šindeli. Budova byla postavena roku 1922 podle návrhu Krajinné mechanické divize Správy národních parků. Střecha, kterou podpírají štěrkové zdi, byla navržena strmě, aby se zbavovala těžkého sněhu, který je pro Paradise typický. Systém kabelů připevněný k přilehlému kopci navíc snižuje tlak, který sníh na střechu vyvíjí.
Paradiská toaleta je veřejný záchod, který byl postaven roku 1928 podle návrhu správy parku, kterému velel Thomas Chalmers Vint. Na rozdíl od stanice rangerů má toaleta plochou střechu, která je zabudovaná do železobetonu. Zdi jsou obloženy kamenným pláštěm. Střecha byla navržena tak, že vydrží až jedenáct metrů sněhu.
Paradiská vleková provozovna byla postavena pro nový přenosný lyžařský vlek. Ve třicátých letech minulého století bylo Paradise oblíbenou lyžařskou destinací, ale správa parku nepovolovala stálý lyžařský vlek. Provozovna byla postavena roku 1937 Civilním konzervačním sborem a má podobně strmou střechu jako stanice rangerů.